# 私の中の微風
『私の中の微風』（わたしのなかのびふう）は、岡村孝子の通算2作目のオリジナル・アルバム。1986年7月2日発売。発売元はファンハウス（現・ソニー・ミュージックレーベルズ）。

## 解説
- 収録曲の大半が、あみんからのソロ・デビュー後に作られた楽曲という構成。
- 全オリジナル・アルバムのうち、前作『夢の樹』（1985年10月19日）発表からのインターバルが9か月なのは、岡村のキャリア内で最短である。
- 2枚目のシングル「今日も眠れない」（1986年1月22日）、本田技研工業・HONDA トゥデイのCMソングに使用されてスマッシュ・ヒットとなった3枚目のシングル「はぐれそうな天使」（1986年3月20日）を収録。
- 4枚目のシングル「夏の日の午後」が本アルバムと同時発売された。シングルB面曲も同じく収録曲の「美辞麗句」。
- 「夏の日の午後」は本アルバム収録音源とシングル収録音源ではミキシングが異なっている。
- 8曲目「ひとりごと」はアレンジとピアノで岡村が演奏。編曲担当と、歌・コーラス以外で演奏に参加したのも現時点で当楽曲のみ。
- ジャケット写真はカメラマン・佐藤奈々子（クレジットは Nanaco Sato）が撮影した。
- まっすぐ正面を見据えたカメラ目線が特徴的であるが、佐藤に「撮影というのはカメラ対あなたとの勝負よ」と言われたことがとても印象に残っている、と岡村がパーソナリティを務めたラジオ番組で語った。
- あみん時代を含め、カメラ目線のレコード・ジャケットは本作品以前はあまりなかった。
- 2001年6月20日には、価格を改定したリニューアル盤が再発売された（規格品番：FHCF-2512）。

## 収録曲
作詞・作曲: 岡村孝子（M-5 作詞: 来生えつこ、作曲: 来生たかお）

編曲: 田代修二 M-1・2・3・4・6・7 、船山基紀 M-5 、岡村孝子・田代修二 M-8 、萩田光雄 M-9
1. 見送るわ（5:31）
2. 微風（5:06）
3. 美辞麗句（5:23）
  - 4thシングル「夏の日の午後」のB面曲。
  - シンディ・ローパーの「Time after Time」（1984年）に影響されて生まれた曲（本人談）。
4. 夏の日の午後（4:49）
  - 4thシングルとして、別ミックスで本アルバムと同時発売された。
  - TBS系テレビドラマ『恋とオムレツ』主題歌。
5. はぐれそうな天使（4:06）
  - 3rdシングルで、HONDA・トゥデイのCMソングに起用された。
  - 作詞・作曲とも自作でない、唯一の曲[1]。
  - 2003年開催のコンサート「OKAMURA TAKAKO CONCERT TOUR'03 TEAR DROPS」では、アコースティック・バージョンで披露された。
6. Baby, Baby（4:42）
  - 2003年開催のコンサート「OKAMURA TAKAKO CONCERT TOUR'03 TEAR DROPS」では、アコースティック・バージョンで披露された。
  - 上記ヴァージョンが好評につき、同様アレンジで29thシングル「心のフレーム」（2004.8.25）に収録された。
7. ラスト・シーン（4:50）
  - 8thシングル「Believe」に、1987年冬のツアーで演奏されたライブ音源が収録されている。
8. ひとりごと（3:13）
9. 今日も眠れない（4:17）
  - 2ndシングル。

## 関連作品
- 見送るわ
  - After Tone
  - 夢をあきらめないで（アルバム）
- 微風
  - 夢をあきらめないで（アルバム）
- 美辞麗句
  - After Tone
  - 夢をあきらめないで（アルバム）
- 夏の日の午後
  - After Tone
  - DO MY BEST
  - TOY BOX
  - Best★BEST 岡村孝子
- はぐれそうな天使
  - After Tone
  - HISTOIRE
  - 岡村孝子ベスト SUPER BEST 2000
  - DO MY BEST
  - TOY BOX
  - Best★BEST 岡村孝子
- Baby, Baby
  - After Tone
  - Ballade
  - 夢をあきらめないで（アルバム）
  - DO MY BEST
  - Best★BEST 岡村孝子
- ラスト・シーン
  - 岡村孝子ベスト SUPER BEST 2000
- 今日も眠れない
  - After Tone
  - Ballade
  - HISTOIRE
  - Best★BEST 岡村孝子